# La Chapelle-aux-Choux
Pour les articles homonymes, voir La Chapelle.
La Chapelle-aux-Choux est une commune française, située dans le département de la Sarthe en région Pays de la Loire, peuplée de 282 habitants.
La commune fait partie de la province historique de l'Anjou, et se situe dans le Baugeois.

## Géographie
La Chapelle-aux-Choux, commune du sud du département de la Sarthe, est située au cœur du Maine angevin. Le village se trouve, en distances orthodromiques, à 40,3 km au sud du Mans, la préfecture du département, et à 6,1 km à l'est du Lude, la ville la plus proche. Les communes limitrophes sont Aubigné-Racan, Saint-Germain-d'Arcé, Le Lude, ainsi que Broc dans le département de Maine-et-Loire et Villiers-au-Bouin en Indre-et-Loire.
La Chapelle-aux-Choux est desservie par la RD 141, qui entre sur le territoire à l'ouest depuis Le Lude, et repart vers l'est et Saint-Germain-d'Arcé. Au nord, la RD 188 mène au site archéologique de Cherré puis à Aubigné-Racan. La RD 306, ancienne N159 reliant Tours à Laval, passe au sud de la commune mais ne dessert pas directement le bourg de La Chapelle-aux-Choux.

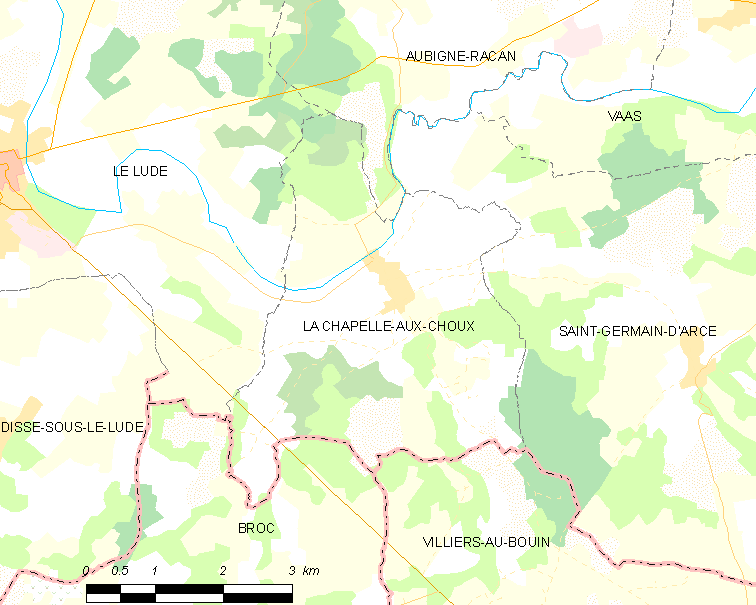
Les communes limitrophes sont Le Lude, Aubigné-Racan, Saint-Germain-d'Arcé, Villiers-au-Bouin (Indre-et-Loire) et Broc (Maine-et-Loire).

Le principal cours d'eau de La Chapelle-aux-Choux est le Loir, qui coule au nord de la commune. Deux de ses affluents traversent également la commune. La rivière la Fare coule à l'est et détermine la limite communale avec Saint-Germain-d'Arcé. Le ruisseau de Brûle-Choux, qui prend sa source dans le département voisin d'Indre-et-Loire, traverse le bourg de la commune avant de rejoindre les eaux du Loir.
La superficie de la commune est de 1 443 hectares. L'altitude varie entre 36 et 102 mètres. Le point le plus haut se situe au sud de la commune, à proximité du lieu-dit « Patouillard », tandis que le point le plus bas se situe sur le Loir, à l'ouest, à l'endroit où la rivière quitte le territoire communal en direction du Lude.
La Chapelle-aux-Choux est soumise à un climat de type océanique dégradé. Les données climatiques sont comparables à celles de la station Le Mans-Arnage, située à près de 35 km à « vol d'oiseau » de la commune.

### Climat
Pour des articles plus généraux, voir Climat des Pays de la Loire et Climat de la Sarthe.
En 2010, le climat de la commune est de type climat océanique dégradé des plaines du Centre et du Nord, selon une étude du CNRS s'appuyant sur une série de données couvrant la période 1971-2000. En 2020, Météo-France publie une typologie des climats de la France métropolitaine dans laquelle la commune est exposée à un climat océanique et est dans la région climatique  Moyenne vallée de la Loire, caractérisée par une bonne insolation (1 850 h/an) et un été peu pluvieux. 
Pour la période 1971-2000, la température annuelle moyenne est de 11,2 °C, avec une amplitude thermique annuelle de 14,7 °C. Le cumul annuel moyen de précipitations est de 676 mm, avec 11,3 jours de précipitations en janvier et 6,7 jours en juillet. Pour la période 1991-2020, la température moyenne annuelle observée sur la station météorologique de Météo-France la plus proche, sur la commune de Luché-Pringé à 14 km à vol d'oiseau, est de 12,4 °C et le cumul annuel moyen de précipitations est de 658,2 mm,. Pour l'avenir, les paramètres climatiques de la commune estimés pour 2050 selon différents scénarios d'émission de gaz à effet de serre sont consultables sur un site dédié publié par Météo-France en novembre 2022.

## Urbanisme

### Typologie
Au 1er janvier 2024, La Chapelle-aux-Choux est catégorisée commune rurale à habitat très dispersé, selon la nouvelle grille communale de densité à sept niveaux définie par l'Insee en 2022.
Elle est située hors unité urbaine. Par ailleurs la commune fait partie de l'aire d'attraction du Lude, dont elle est une commune de la couronne,. Cette aire, qui regroupe 3 communes, est catégorisée dans les aires de moins de 50 000 habitants,.

### Occupation des sols
L'occupation des sols de la commune, telle qu'elle ressort de la base de données européenne d’occupation biophysique des sols Corine Land Cover (CLC), est marquée par l'importance des territoires agricoles (65,6 % en 2018), en diminution par rapport à 1990 (67,3 %). La répartition détaillée en 2018 est la suivante : 
prairies (43,7 %), forêts (30 %), terres arables (16,5 %), zones agricoles hétérogènes (5,4 %), zones urbanisées (2,3 %), mines, décharges et chantiers (2,1 %). L'évolution de l’occupation des sols de la commune et de ses infrastructures peut être observée sur les différentes représentations cartographiques du territoire : la carte de Cassini (XVIIIe siècle), la carte d'état-major (1820-1866) et les cartes ou photos aériennes de l'IGN pour la période actuelle (1950 à aujourd'hui).

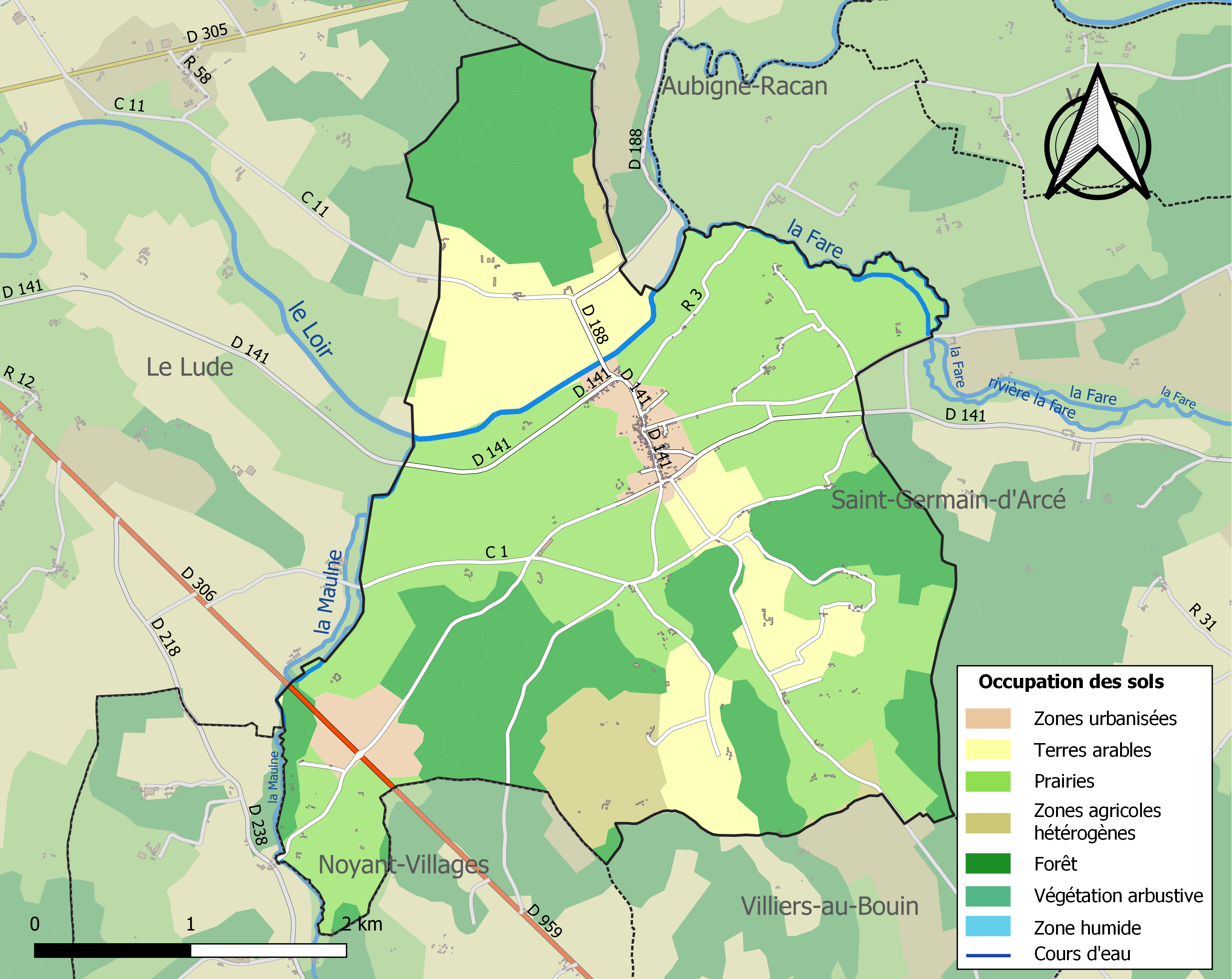
Carte des infrastructures et de l'occupation des sols de la commune en 2018 (CLC).

## Toponymie
La chapelle, lieu de culte, est à l'origine de nombreux toponymes, notamment des communes (voir Chapelle et La Chapelle). Selon Julien Rémy Pesche, Choux serait issu de chouan, terme désignant la chouette qui serait dû à la proximité du bois.
Durant la Révolution, la commune porte le nom de Vallon-sur-Loir.
Le gentilé est Chapellois.

## Histoire
Sous l'Ancien Régime, la commune dépendait de la sénéchaussée angevine de Baugé et du tribunal spécial ou « grenier à sel » du Lude.

## Politique et administration
| Période                                  | Période   | Identité      | Étiquette | Qualité        |
| ---------------------------------------- | --------- | ------------- | --------- | -------------- |
| 1974                                     | mars 2001 | Lucien Théry  |           | Instituteur    |
| mars 2001                                | En cours  | Émile Guillon | SE        | Ancien facteur |
| Les données manquantes sont à compléter. |           |               |           |                |

Le conseil municipal est composé de onze membres dont le maire et deux adjoints.

## Démographie
L'évolution du nombre d'habitants est connue à travers les recensements de la population effectués dans la commune depuis 1793. Pour les communes de moins de 10 000 habitants, une enquête de recensement portant sur toute la population est réalisée tous les cinq ans, les populations de référence des années intermédiaires étant quant à elles estimées par interpolation ou extrapolation. Pour la commune, le premier recensement exhaustif entrant dans le cadre du nouveau dispositif a été réalisé en 2006.
En 2022, la commune comptait 282 habitants, en évolution de +4,83 % par rapport à 2016 (Sarthe : −0,25 %, France hors Mayotte : +2,11 %).
La Chapelle-aux-Choux a compté jusqu'à 581 habitants en 1841.
| 1793 | 1800 | 1806 | 1821 | 1831 | 1836 | 1841 | 1846 | 1851 |
| ---- | ---- | ---- | ---- | ---- | ---- | ---- | ---- | ---- |
| 467  | 466  | 500  | 513  | 528  | 516  | 490  | 500  | 522  |

| 1856 | 1861 | 1866 | 1872 | 1876 | 1881 | 1886 | 1891 | 1896 |
| ---- | ---- | ---- | ---- | ---- | ---- | ---- | ---- | ---- |
| 525  | 535  | 520  | 531  | 501  | 541  | 510  | 479  | 490  |

| 1901 | 1906 | 1911 | 1921 | 1926 | 1931 | 1936 | 1946 | 1954 |
| ---- | ---- | ---- | ---- | ---- | ---- | ---- | ---- | ---- |
| 511  | 530  | 479  | 442  | 421  | 424  | 391  | 400  | 442  |

| 1962 | 1968 | 1975 | 1982 | 1990 | 1999 | 2006 | 2011 | 2016 |
| ---- | ---- | ---- | ---- | ---- | ---- | ---- | ---- | ---- |
| 387  | 321  | 275  | 297  | 294  | 322  | 277  | 275  | 269  |

| 2021 | 2022 | - | - | - | - | - | - | - |
| ---- | ---- | - | - | - | - | - | - | - |
| 276  | 282  | - | - | - | - | - | - | - |

## Économie
En 2010, le revenu fiscal médian par ménage était de 25 884 €, ce qui plaçait La Chapelle-aux-Choux au 21 540e rang parmi les 31 525 communes de plus de 39 ménages en métropole.
En 2009, la population âgée de 15 à 64 ans s'élevait à 171 personnes, parmi lesquelles on comptait 75,3 % d'actifs dont 66,5 % ayant un emploi et 8,8 % de chômeurs.
On comptait 32 emplois dans la zone d'emploi, contre 41 en 1999. Le nombre d'actifs ayant un emploi résidant dans la zone d'emploi étant de 114, l'indicateur de concentration d'emploi est de 27,8 %, ce qui signifie que la zone d'emploi offre un peu plus d'un emploi pour quatre habitants actifs.
L'économie de la commune est fortement liée au secteur primaire. Au 31 décembre 2010, La Chapelle-aux-Choux comptait vingt établissements : dix dans l’agriculture-sylviculture-pêche, un dans l'industrie, deux dans la construction, quatre dans le commerce-transports-services divers et trois étaient relatifs au secteur administratif.

## Lieux et monuments
- Château de la Châtaigneraie, du XIXe siècle.
- Église Sainte-Geneviève à clocher-campanile, édifiée probablement au XIIe siècle et remaniée aux XVe et XVIe siècles[27]. Elle renferme une Vierge de l'Apocalypse du XVIIIe siècle, classée monument historique au titre d'objet en 2002[28].
- Chapelle Saint-Pierre, dite chapelle Mabileau.
- Manoir du Perray.
- Manoir de la Giraudière, des XVIe et XVIIe siècles.

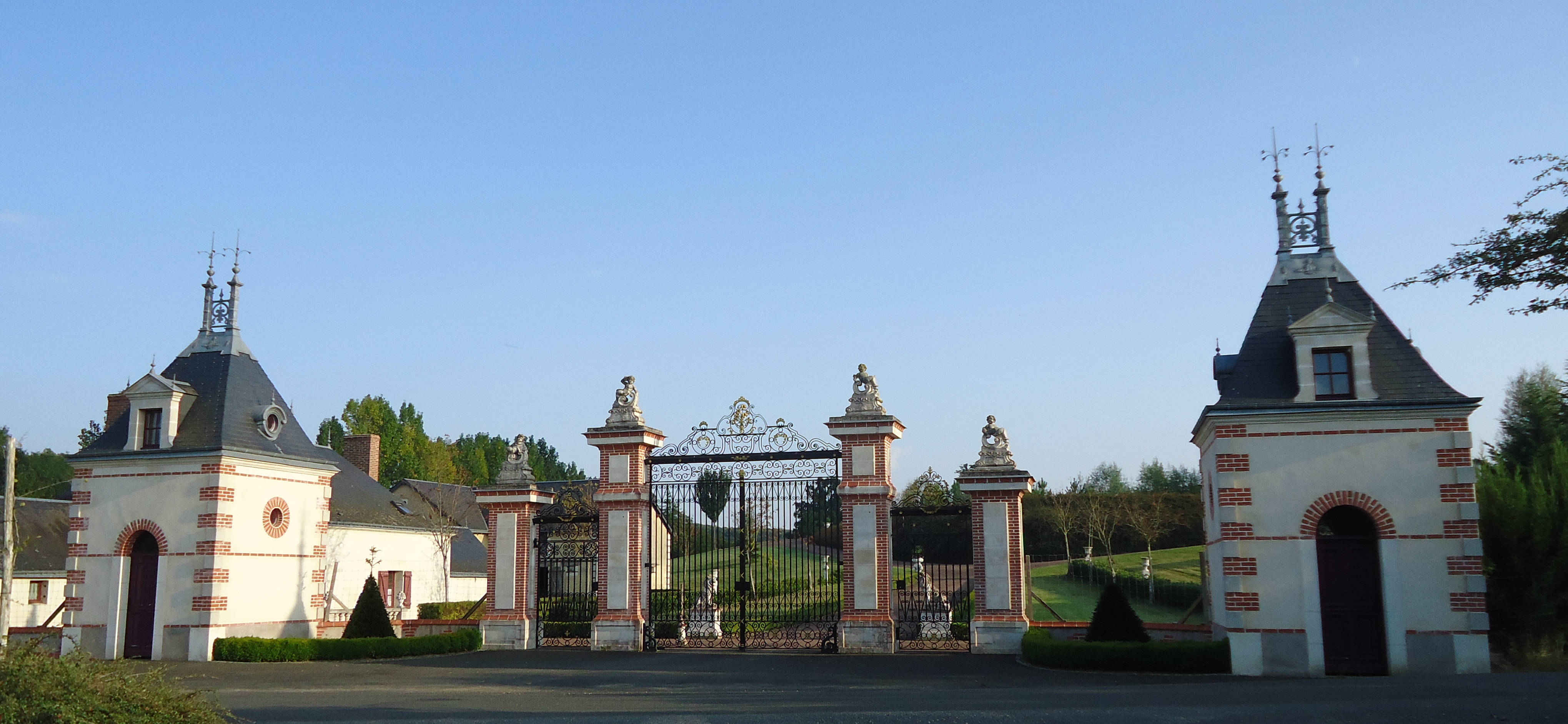
L'entrée principale du château de la Châtaigneraie
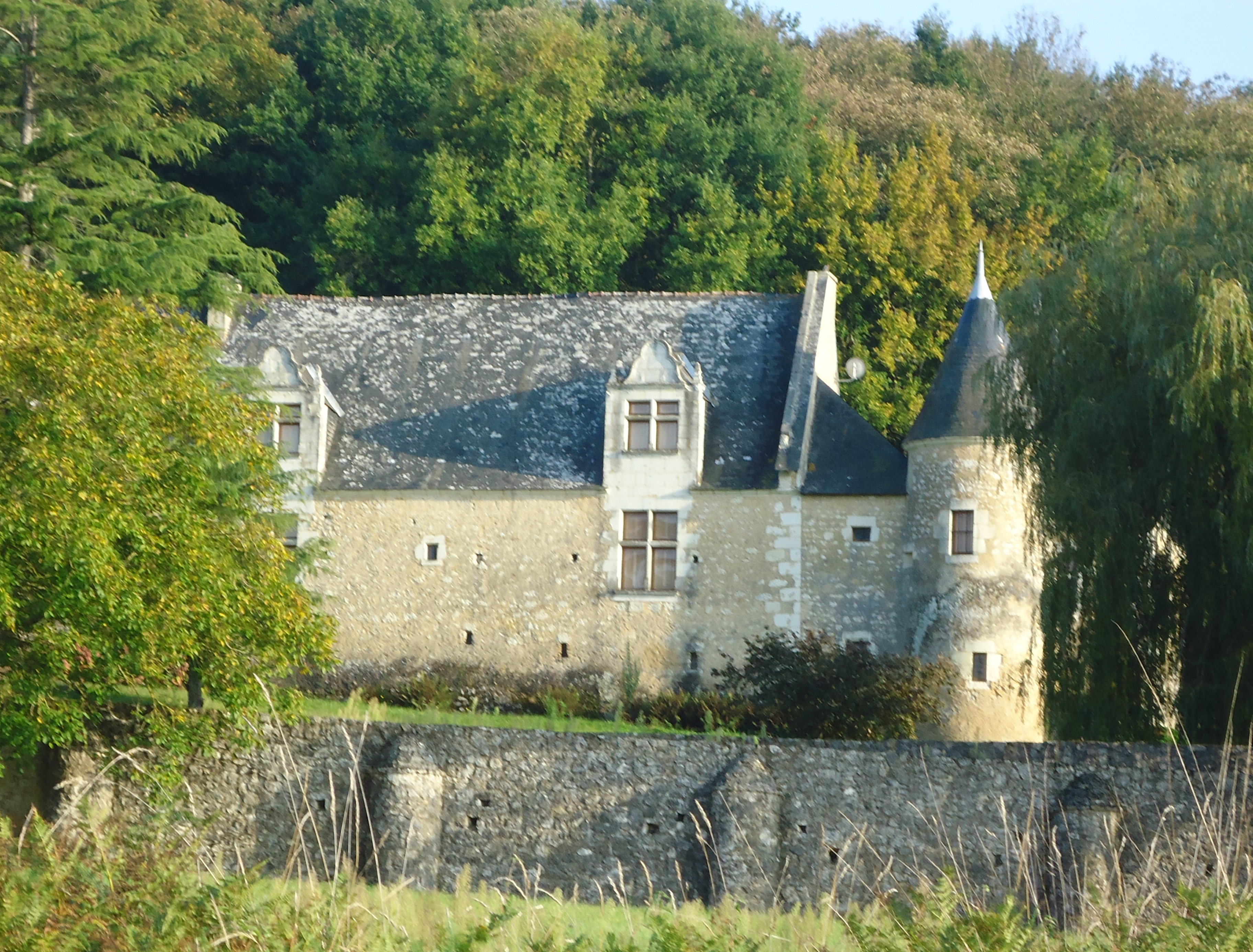
Le manoir du Perray
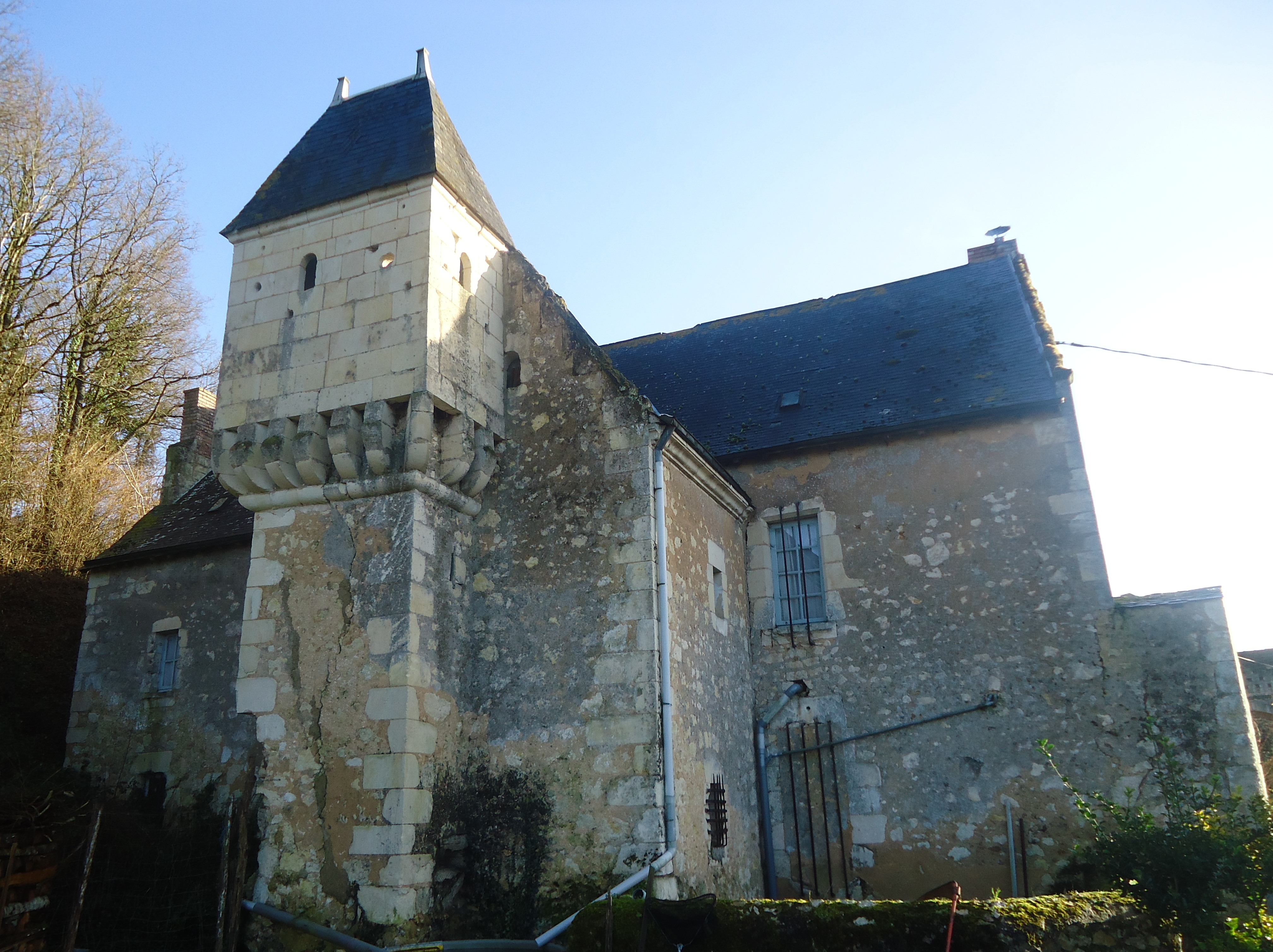
Le manoir de la Giraudière
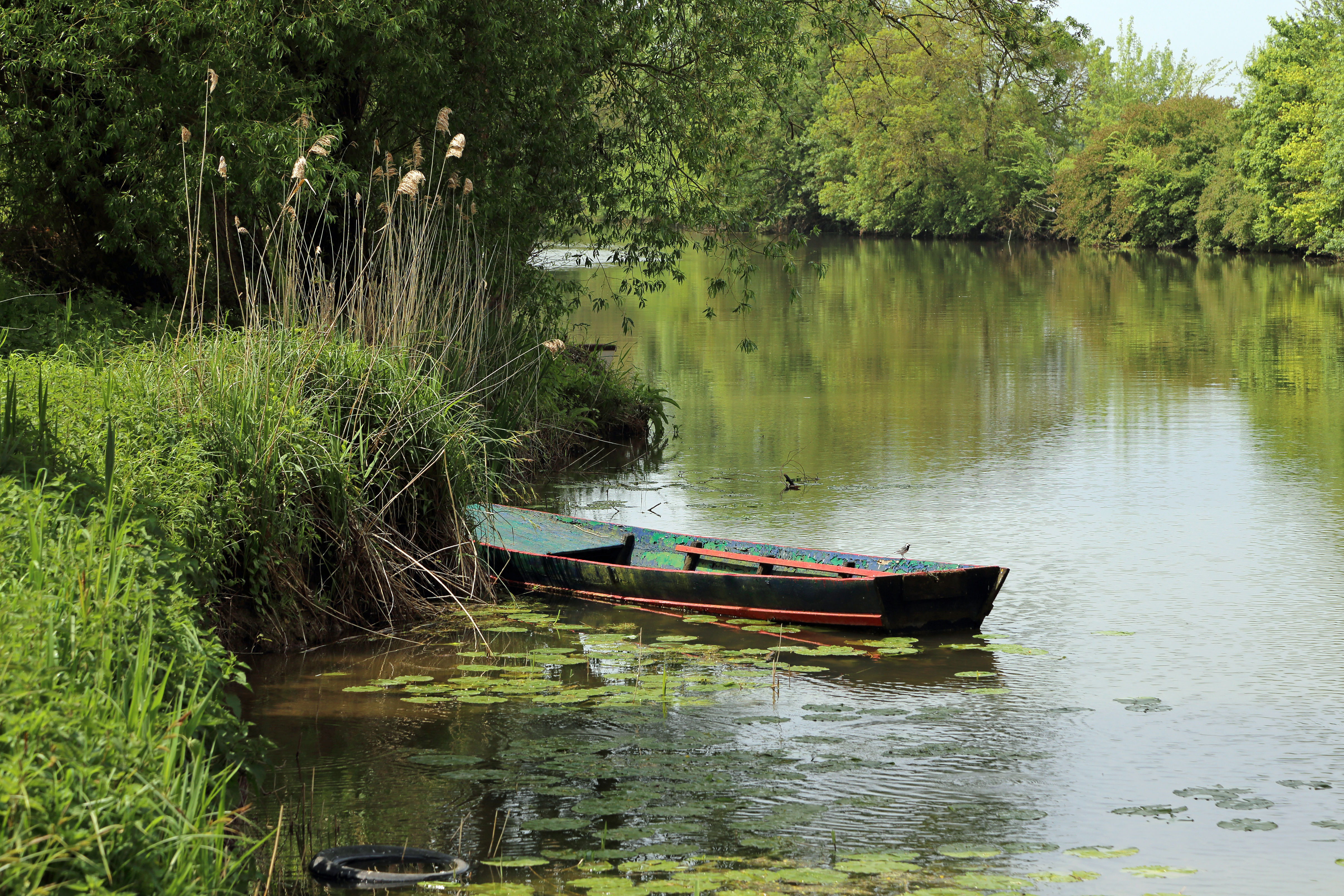
Le Loir, près du village.
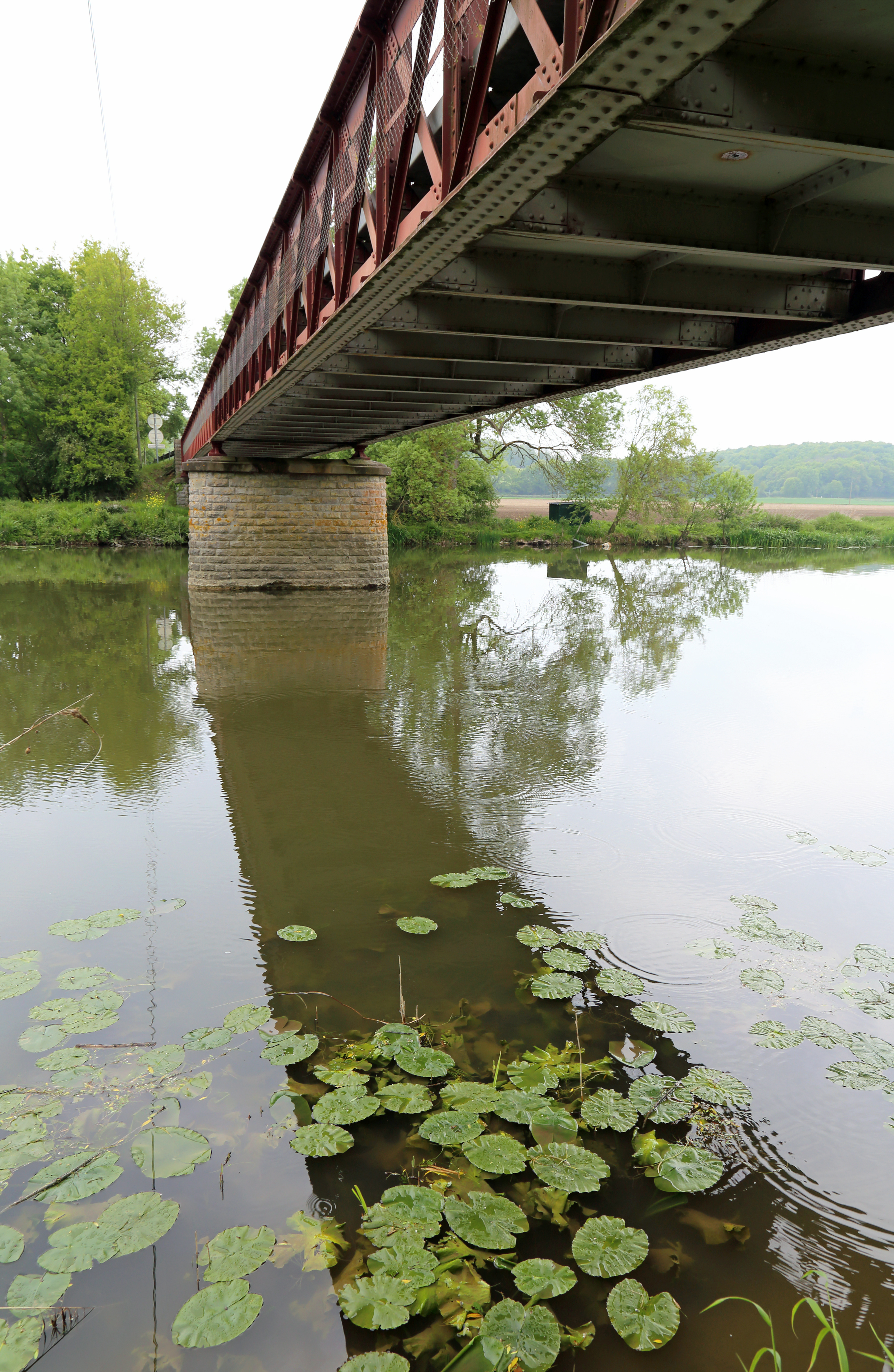
Le pont de la D 188 sur le Loir.